# مسیحی

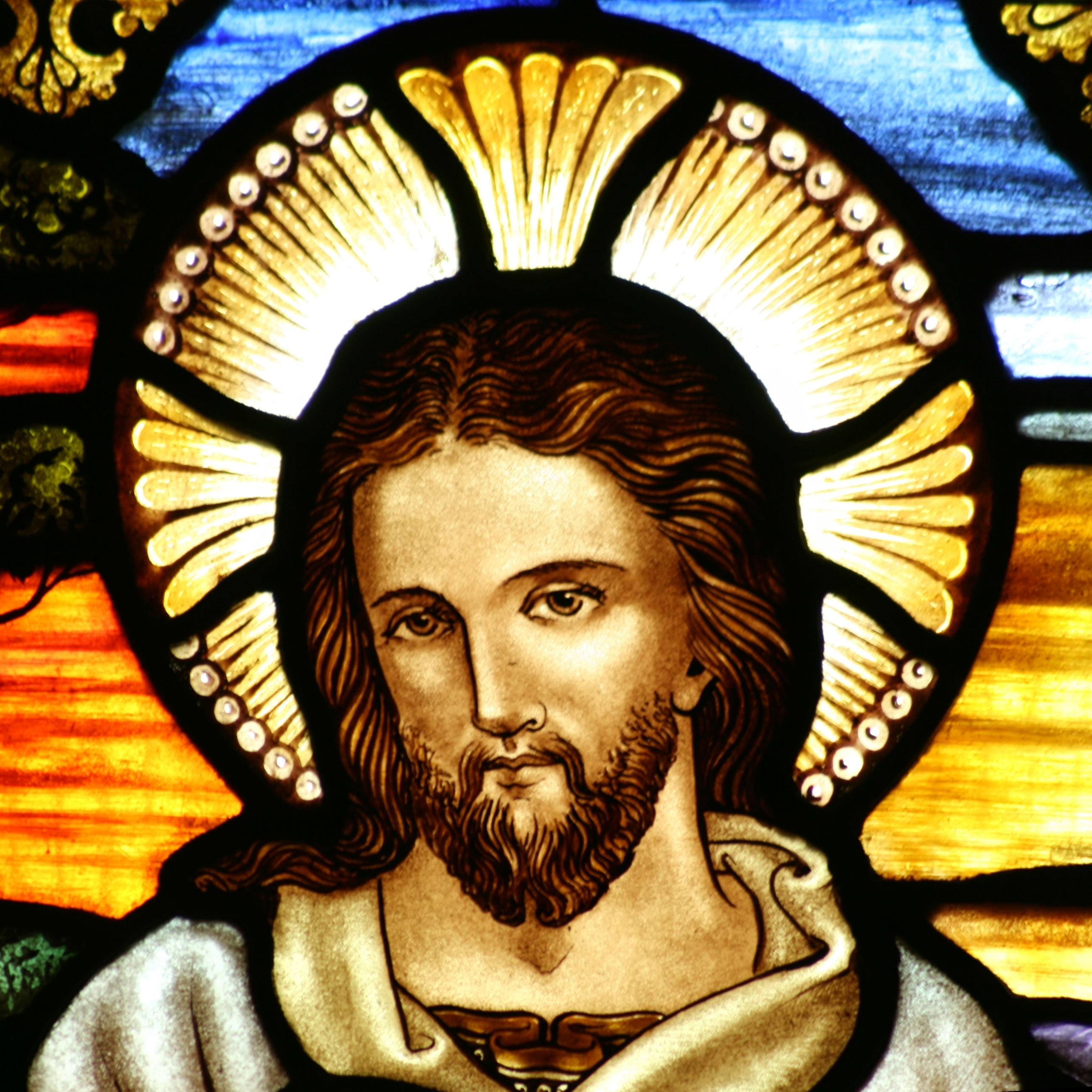
عیسی مسیح بنیان‌گذار دین مسیحیت

مسیحی یا ترسا یا نصرانی به پیرو آیین مسیحیت گویند. آیین مسیح بنا بر زندگی و آموزه‌های عیسی مسیح است که در کتاب‌های «انجیل» و نامه‌های «عهد جدید» ثبت شده‌است.
به اعتقاد مسیحیان، «عیسی مسیح پسر خدا و خداوند بود که مصلوب شد و پس از سه روز رستاخیز نمود و به دست راست خدای پدر صعود کرد و از آنجا باز خواهد گشت تا مردگان و زندگان را داوری کند».

## واژه‌شناسی
واژهٔ مسیحی منسوب به مسیح لقب عیسی است.
ترسا (از فارسی میانه ترساگ) به معنی ترسنده است. گفته‌اند که ترسا در اصل راهب می‌باشد (که در عربی نیز راهب به معنی بیم‌برنده است) و نیز آن را ترجمه از زبان سریانی دانسته‌اند.
نصرانی نیز واژه‌ای سریانی به معنی «منسوب به شهر ناصره» زادگاه عیسای ناصری است.